# Jerusalemweg
Der Jerusalemweg ist eine Initiative für einen modernen Pilgerweg, der aus mehreren Ländern nach Jerusalem führt.

## Geschichte und Anliegen
2010 begannen die oberösterreichischen Polizisten Johannes Aschauer und Otto Klär mit dem Skirennläufer David Zwilling, den „Jerusalemweg“ zu entwickeln und auf ihm Wanderungen zu organisieren.
Mit der Erzdiözese Wien wurde ein offizieller Pilgerausweis entwickelt. Das erste Exemplar erhielt im Juni 2013 Johann Graßer. Sein Pilgerausweis wurde bei dieser Gelegenheit von Kardinal Christoph Schönborn im Stephansdom zu Wien abgestempelt. Anschließend läuteten Graßer, Aschauer, Klär und Zwilling im Beisein der österreichischen UN-Botschafterin Christine Stix-Hackl die Friedensglocke der Vereinten Nationen. Danach pilgerten Graßer, Aschauer, Klär und Zwilling auf dem Jerusalemweg und markierten ihn mit Jerusalem-Way-Aufklebern.
Im April 2014 wurde diese Initiative vom EU-Abgeordneten Josef Weidenholzer und vom Vizepräsident des Europäischen Parlaments Othmar Karas in Form einer Ausstellung über den Jerusalemweg im Europäischen Parlament vorgestellt.
Im März 2019 wurde in Fulda die erste Etappe des deutschen Zubringers zum Jerusalemweg Weg der Apostel eröffnet. Sie führt vom Bonifatiusgrab in der Ratgar-Basilika des Klosters Fulda zum Schönstattkapellchen in Dietershausen.
Am 18. September 2021 wurde in Donauwörth der Zubringer Weg der Könige zum Jerusalemweg eröffnet und eine Friedenstaube aufgestellt. Bei der Feier nahmen Geistliche der türkisch-islamischen, der rumänisch-orthodoxen, der evangelischen und der römisch-katholischen Gemeinden und verschiedene Politiker, darunter der Abgeordnete Johann Häusler und Oberbürgermeister Jürgen Sorré teil.
Ein Friedensmarsch von Linz nach Wien wurde unter dem Motto „Frieden für die Ukraine und die Welt“ organisiert. Er fand vom 7. April 2022 bis 17. April 2022 statt. Der Erlös der Veranstaltung wurde an Saporischschja, die Partnerstadt von Linz, gespendet.
Im Juni 2022 wurde im Rahmen der Europawoche 2022 in Gegenwart von Äbtissin Laetitia Fech und der Europaabgeordneten Monika Hohlmeier eine Etappe des deutschen Zubringers Weg der Klöster eröffnet. Sie führt vom Kloster Waldsassen über Cham nach Passau.
Das Kloster Waldsassen stellt für die Jerusalempilger eine Pilgerherberge im Kloster zur Verfügung.

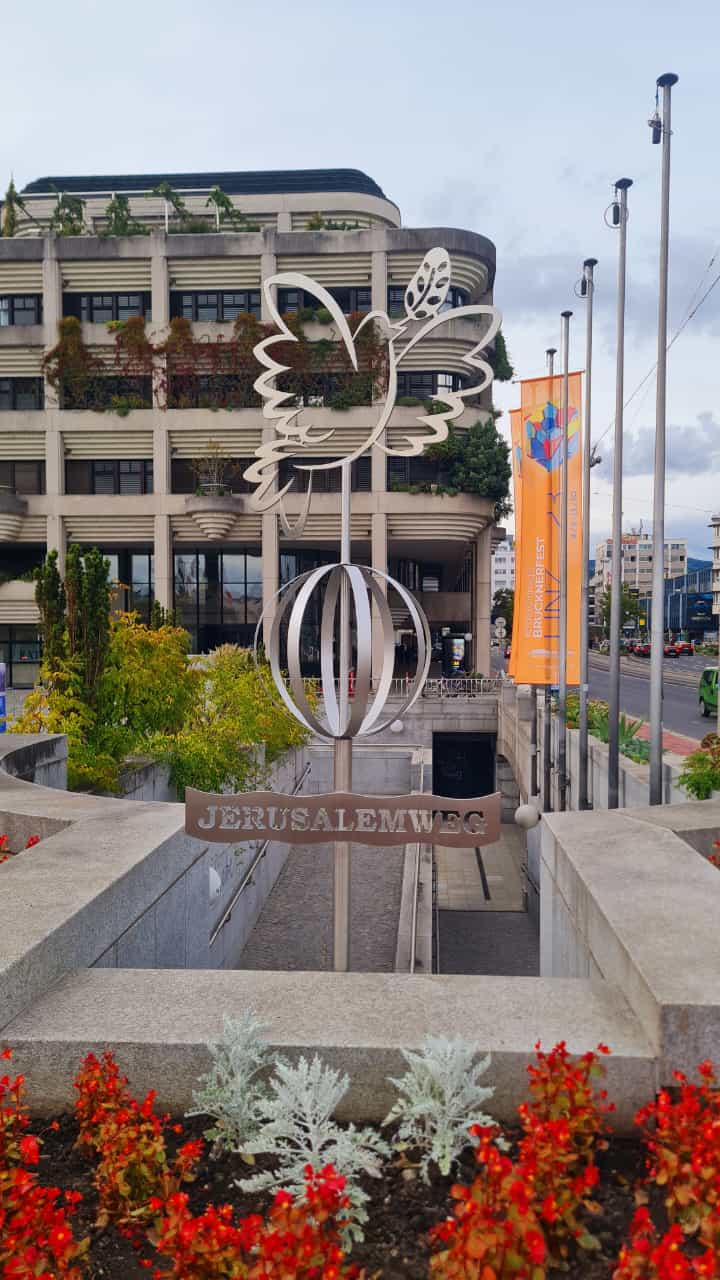
Jerusalemweg Friedenstaube beim Neuen Rathaus in Linz

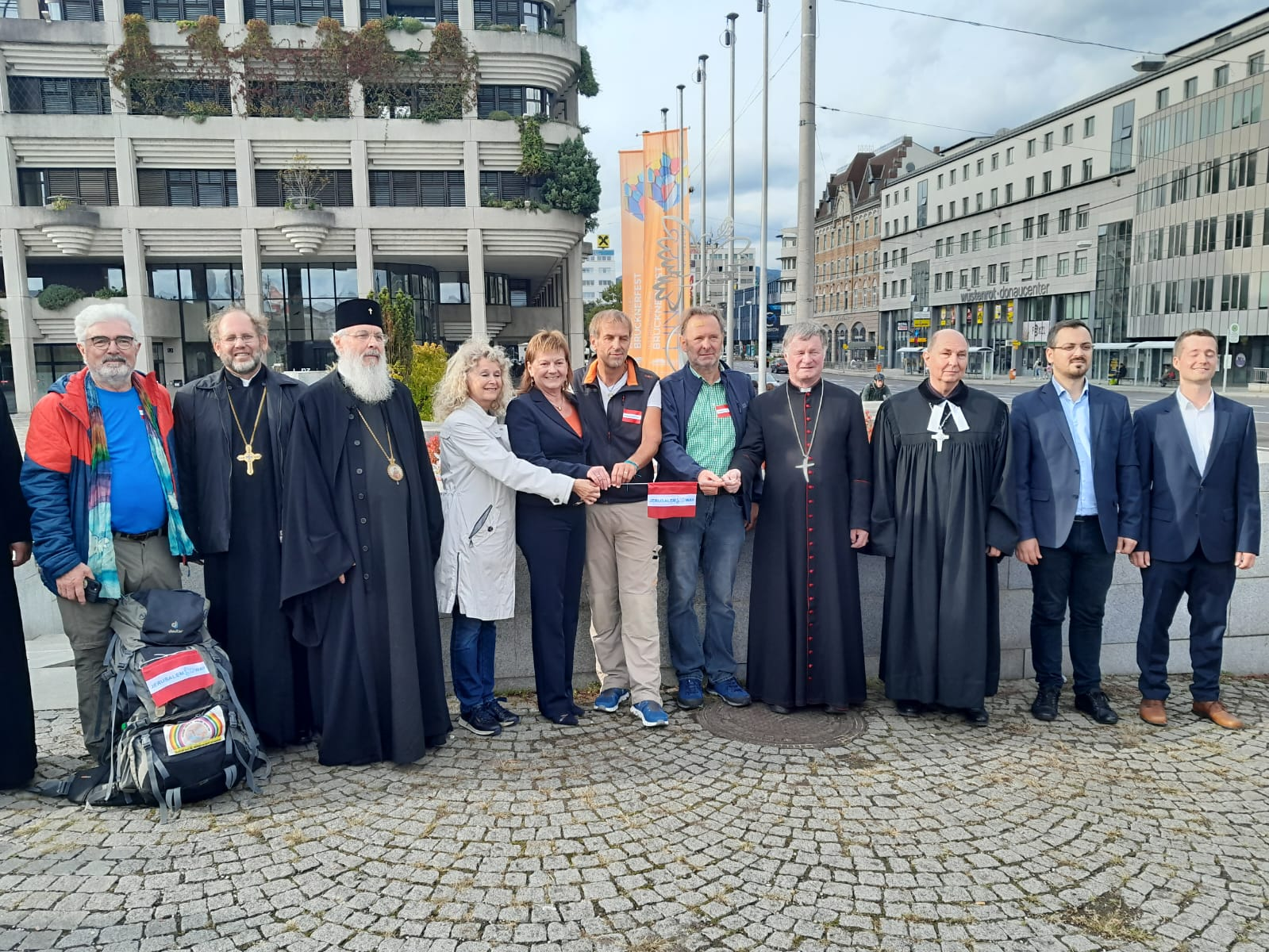
Vertreter von sieben Religionsgemeinschaften bei der Enthüllung der Friedenstaube vor dem Neuen Rathaus in Linz.

Am 23. September 2023 wurde im Beisein von Diözesanbischof Manfred Scheuer, Präsidentin der Israelitischen Kultusgemeinde OÖ Charlotte Herman, Superintendent der Evangelischen Kirche OÖ Gerold Lehner, Vorsitzender der Islamischen Religionsgemeinde OÖ Binur Mustafi, Priester der Serbisch-Orthodoxen Kirche Linz Dragan Micic und weiteren Religionsvertretern von Johannes Aschauer und der Vizebürgermeisterin der Stadt Linz Karin Hörzing vor dem neuen Rathaus in Linz die Friedenstaube mit dem Wegweiser für den Jerusalemweg feierlich enthüllt.

## Wegführung
Nach Angaben der Website umfasst der Jerusalemweg von der Westküste Spaniens nach Jerusalem eine insgesamt 7500 Kilometer lange Strecke. Er verläuft durch Spanien, Frankreich, die Schweiz, Deutschland, Österreich, Ungarn, Kroatien, Serbien, Kosovo, Nordmazedonien, Griechenland, Türkei, Syrien, Jordanien, Palästina und Israel. Aus verschiedenen Ländern Nord- und Mitteleuropas führen Zubringerstrecken auf den Hauptweg.
Nur der Abschnitt von Waldsassen bis Passau und die Strecken in Österreich und Ungarn sind detailliert in 20 Kilometer langen Einzeletappen ausgearbeitet. Der übrige Verlauf des Pilgerwegs – insbesondere durch Südosteuropa und Asien – ist nicht im Einzelnen festgelegt.